# آینده یک پندار
آینده یک پندار (به آلمانی: Die Zukunft einer Illusion) یکی از کتاب‌های زیگموند فروید دربارهٔ دین است. وی این کتاب را در سال ۱۹۲۷ نوشت. در این کتاب زیگموند فروید تفسیر خویش از منشأ پیدایش، توسعه، روانکاوی و آینده دین‌ها را بیان می‌کند. فروید به دین چون یک سامانه باور محور نگاه می‌کند.

### درون‌مایه
از دیدگاه فروید، دین «روان آزردگی جهانی» نوع بشر است و تجلیات دینی را صرفاً باید نمونه‌ای از علایم روان رنجوری در افراد دانست. او مسئله ایمان به خدا را، تثبیتی از یک آرزوی حفاظت و حمایت توسط وجودی پدرگونه می‌داند، میل به کمک شدن و نجات یافتن. فروید ایدهٔ خدای قادر مطلق را به عنوان تجلیل جمعی از انگارهٔ پدر فردی تفسیر می‌کند. در حالی که بشر با بیدار شدن از پندارهای کودکانه و به کار بردن خرد و مهارت خود، اگر نتواند خود را نجات دهد، لااقل می‌تواند به خویشتن کمک کند.
فروید کوشیده تا توجه ما را به سوی آینده‌ای که در سر راه فرهنگ انسانی است جلب نماید. در فرایند گسترش اندیشه‌های خویش، وی دریافت که ناچار است که دربارهٔ منشأ پیدایش و اهداف فرهنگ انسانی چنان‌که هست، بررسی نماید. از دیدگاه فروید، اصطلاح فرهنگ انسانی همهٔ مفاهیمی که زندگی انسانی را فراتر از شرایط جانوری برده‌است، را شامل می‌شود.

### ترجمه فارسی
- این کتاب را هاشم رضی به فارسی برگردانده‌است.
- در سال ۱۴۰۰ نیز ترجمه دیگری از آن به قلم ابراهیم رنجبر و احسان کریمخانی از سوی نشر نگاه منتشر شد.